# Atalopteris maxonii
Atalopteris maxonii là một loài thực vật có mạch trong họ Dryopteridaceae. Loài này được (H. Christ) C. Chr. ex Maxon miêu tả khoa học đầu tiên năm 1922.